# GSC7105-435
GSC7105-435 — хімічно пекулярна зоря спектрального класу Si, що має видиму зоряну величину в смузі V приблизно 10,8.